# 赤麻鸭
瀆鳧（学名：Tadorna ferruginea），又名赤麻鴨、黃麻鴨或黄凫，俗稱红雁或黃鴨，古稱鴛鴦。迁徙性鸟类。

## 生态环境

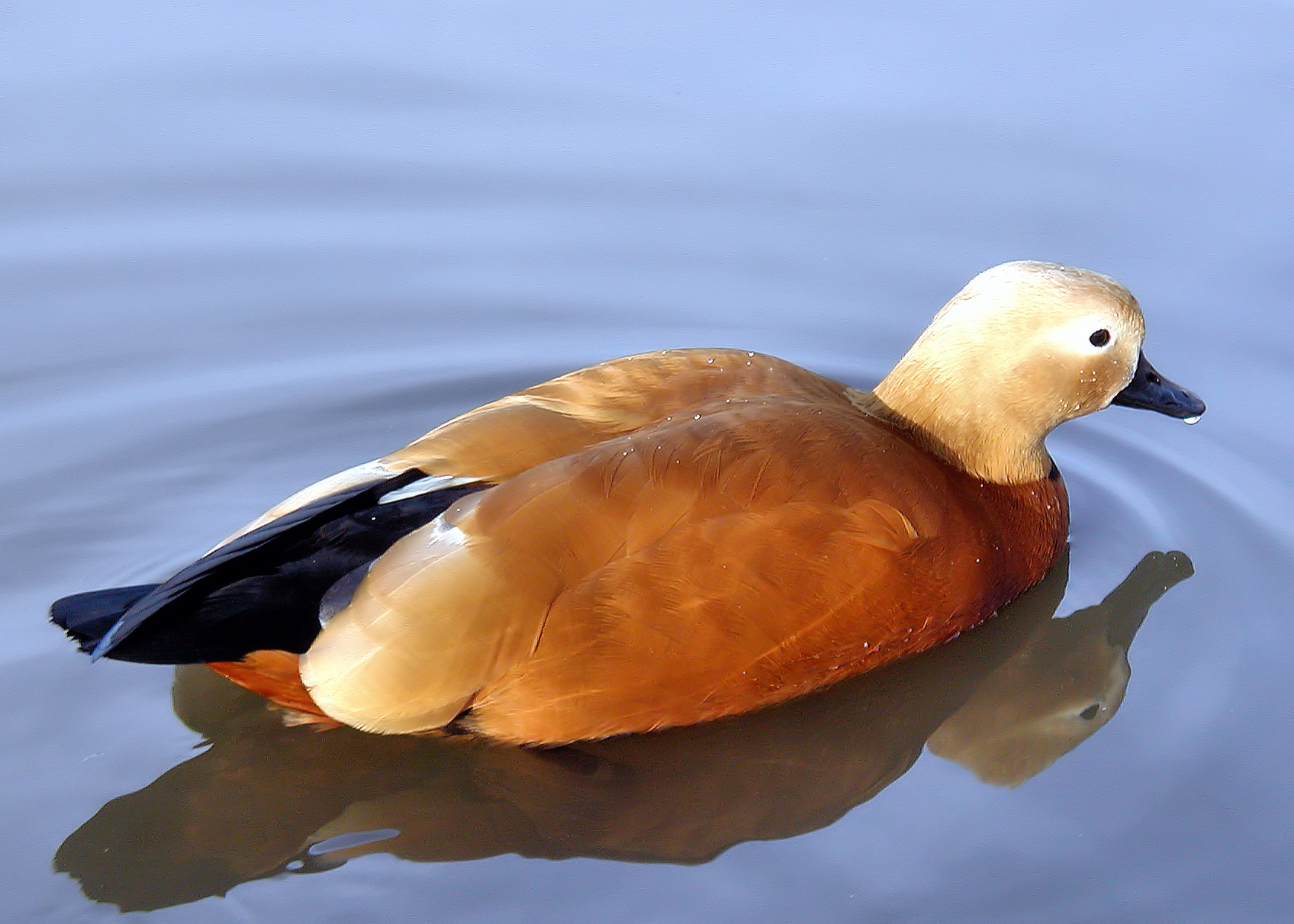
一隻生活在英國格洛斯特郡的赤麻鴨

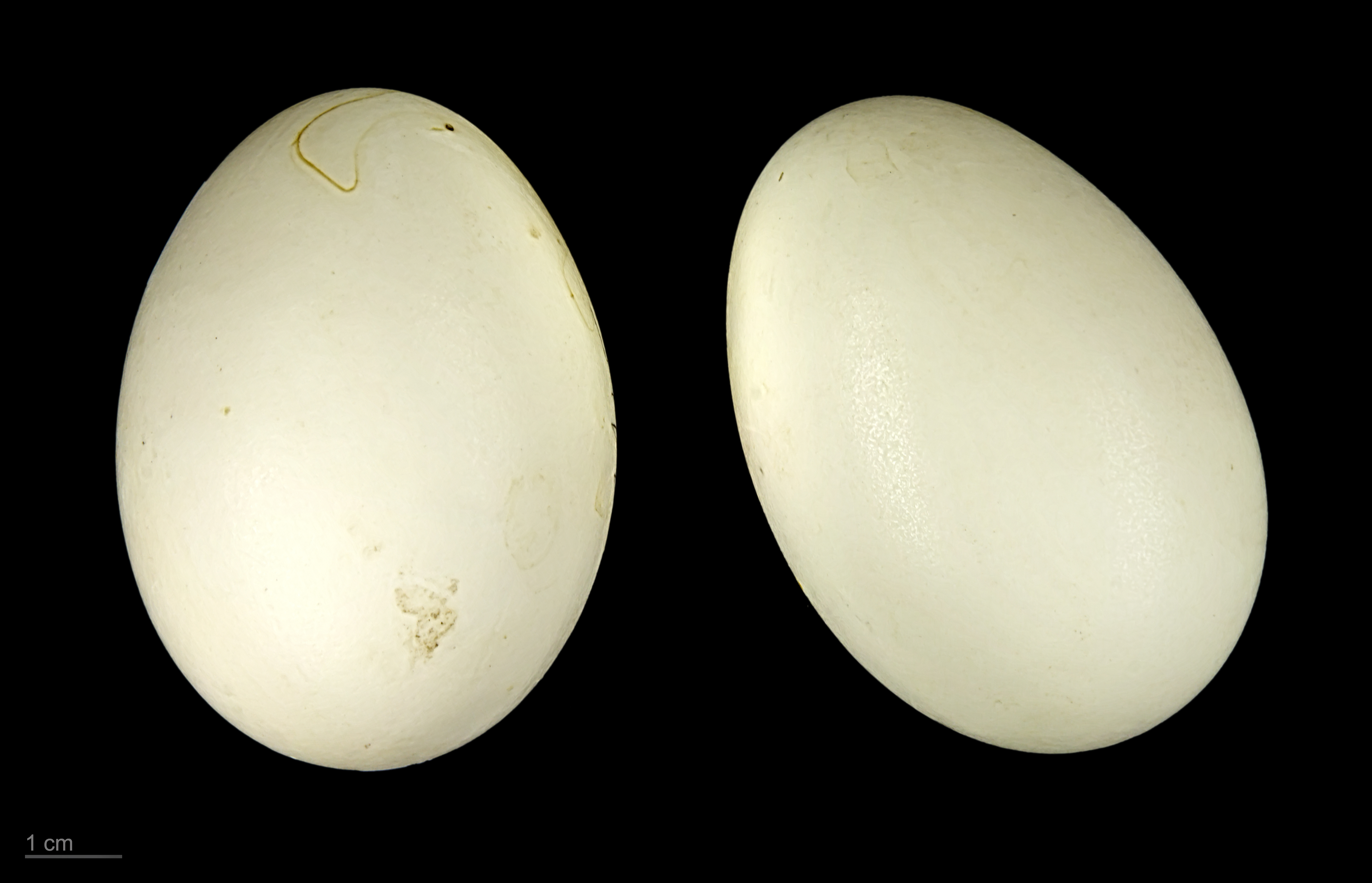
Tadorna ferruginea

赤麻鸭的生境多样，从世界屋脊的高原湖泊到平原地区的湿地沼泽都能看到它们，山区小溪、开阔的水塘、海边沙滩甚至靠近绿洲的戈壁滩都是赤麻鸭的活动范围。

## 分布地域
繁殖于欧洲东南部、亚洲中部、蒙古、非洲西北部以及中国的东北、内蒙古、西部省份如甘肃、青海、西藏、四川、云南、贵州等地；越冬于日本南部、朝鲜半岛、中南半岛、南亚次大陆、非洲尼罗河流域，中国的华北、长江流域省份，偶见于台湾岛内。

## 特征
麻鴨屬的鳥類體形介於河鴨屬和雁屬之間，體長58至70（23至28英寸），翼展110至135（43至53英寸）。赤麻鴨無論雄雌通體橘黃色，頭部的顏色較淡，逐漸過渡到近白色，雄性赤麻鴨在繁殖季節頸部會出現一條黑色的狹窄頸環，但趟它不用力伸長頸部，這個黑環常常隱藏在黃色的羽毛間而無法觀察到；尾羽和尾上覆羽黑色，初級飛羽也是黑色，在身體其他部分橘黃色的襯托下黑色的後部非常明顯；次級飛羽端部為帶有金屬光澤的墨綠色，形成明顯的綠色翼鏡，這種墨綠色的翼鏡非常獨特是赤麻鴨所特有的；翼上覆羽白色，飛行時兩翅白黃綠相間非常醒目。本物種虹膜褐色，喙和腳均為黑色。

## 文化
赤麻鴨應該算是中國古人最熟悉的鳥類之一，在清代之前其官方名稱為鴛鴦。因雄鳥與雌鳥終日並遊，須臾不離，所以又稱其為“匹鳥”，鄭玄曰：“匹鳥，言其止則相耦（偶），飛則為雙，性馴耦也。”崔豹《古今注》亦云：“（鴛鴦）雌雄未嘗相離，人得其一，則一思而至死，故曰'疋（匹）鳥'。
因為赤麻鴨的生活習性多為成雙成對結伴而行，又有一個醒目的特徵是頭部略呈白色，很容易讓人產生“百年偕老”的聯想，這就使得鴛鴦與男女愛情的聯繫被進一步強化。詩詞裡常有“鴛鴦白頭”的描寫。
- 如李商隱《石城》詩：     玉童收夜鑰，金狄守更籌。共笑鴛鴦綺，鴛鴦兩白頭。
- 梅堯臣《依韻和徐元輿讀寄內詩戲成》：     鴛鴦同白首，相得在中河。水客莫驚笑，雲間比翼多。

所以在古代中國文化中，赤麻鴨(鴛鴦)常被作為是恩愛夫妻和忠貞不渝的永恆愛情的象徵。
雖然鴛鴦這個名稱被賦予了忠貞不渝的美德，但並沒有享受到人們“專一”的對待，古人先後將兩種鴨科鳥類認定為鴛鴦，一種是最早的鴛鴦，現在的中文學名是赤麻鴨；另一種是後來取而代之者，原本的名稱叫鸂鶒。
鸂鶒，因其常常是雌雄相伴活動，古人視作鴛鴦的同類。古人又認為鸂鶒「其色多紫（《爾雅翼》）」，而將它稱作「紫鴛鴦」。但隨著鸂鶒的「人氣」不斷提升，民間開始有意無意地將「紫鴛鴦」的「紫」字省去，直接呼鸂鶒為「鴛鴦」，如北宋《營造法式》「彩畫作制度圖樣」裡的鴛鴦與鸂鶒甚至被交換了名字。 《爾雅翼》特別澄清道：「今婦人閨房中，飾以鴛鴦，黃赤五采，首有纓者，皆鸂鶒耳。」但緊接著又說：「然鸂鶒亦鴛鴦之類。」顯然沒有對鸂鶒取代鴛鴦的現象表達反對意見。
宋代以後，鸂鶒在民間已坐穩了「鴛鴦」這把交椅，原來的鴛鴦（赤麻鴨）逐漸被人們淡忘。唯明朝官方典籍和部分文人筆下仍堅持使用二者的傳統名稱。
《本草綱目》描述的鴛鴦外形是：大如小鴨。其質杏黃色，有文采，紅頭翠鬣，黑翅黑尾，紅掌，頭有白長毛垂之至尾。 （页面存档备份，存于）
到了清代，雍正時期由宮廷畫師餘省（字曾三）繪製的《百花鳥圖》中，“鴛鴦”不再是赤麻鴨而是原來的鸂鶒。至此鸂鶒的“鴛鴦”身份得到官方認可，而後人大多完全忘記了鴛鴦的本來面目。

## 食物
赤麻鴨為雜食性鳥類，食物包括穀物、水生植物、昆蟲、蝦蟹、軟體動物、小魚等。

## 繁殖与保护
赤麻鴨最高的繁殖記錄在海拔5700米的青藏高原，據考查，它們每年4－5月開始交配，交配前有一系列儀式，交配在水上進行；築巢在湖岸、島嶼的土洞岩隙或樹洞中，有時牠們還利用狐狸、旱獺等動物廢棄的洞穴築巢，每巢產卵6-10枚，早成雛，雛鳥孵化後親鳥有背負雛鳥飛行的行為，這是其它雁形目鳥類不曾有的；幼鳥一年性成熟。
赤麻鴨雖在IUCN 3.1中被列入無危名單，但依然受到捕獵和棲息地破壞的威脅，中醫認為赤麻鴨去羽毛及內臟、肉鮮用或焙乾用，有補中益氣、補腎壯陽、祛風除濕、解毒的功效；另外本物種體形較大肉質鮮美，常被作為野味而偷獵。目前本物種野外數量正在呈減少的趨勢。